# 朱国宝
朱国宝（1229年—1288年），大都宝坻人，祖籍徐州，元朝官员，海南归元的关键人物，官至辅国上将军、都元帅、参知政事，行尚书省事。

## 生平[2]
元宪宗为南下攻宋，所以招募水师士兵，朱国宝以职官子的身份参军，隶属于水军万户解诚。元宪宗九年，随忽必烈参与鄂州之战，时任代理千户的朱国宝率精锐与南宋水师鏖战，共十七次战斗，助力大军成功登陆。元世祖中统二年，授千户，佩银符。中统三年，在济南参与围困李璮，佩金符，镇戍东海。在襄樊之战中，代理四翼镇抚，督造战舰，筑万山堡。至元十一年，攻克沙洋，夷平新城，都有参与。至元十二年，岳州之战中，率部攻打岳州，与宋军战于桃花滩，俘虏宋将高世杰，升任昭信校尉、管军总管。平定湖南西部后，加位宣武将军，统领蒙古诸军，镇守常德府，知安抚司事。当时湖南及其周边还有许多城池效忠于南宋，朱国宝传檄而定，但还有辰州、沅州、靖州、镇远州没有归附。宋将李信、李发勾结武冈洞蛮，结寨抗元，朱国宝将其击败，不久思州、播州蛮来援宋军，朱国宝一举将其攻破，俘虏张星、沈举等三百余人。攻克新城，俘虏李信、李发，并将二人押往江陵，因功，赐金虎符。至元十四年，与友军一同攻克静江府，进秩管军万户，镇守梧州，领安抚司事。至元十五年，加怀远大将军。当时南恩、新州的何华、张翼，起兵支援南宋小朝廷。朱国宝挑选精锐，击杀何华、张翼，斩首万余级，俘五百余人、船七百艘，招降将领十余人、军士二百、民三万余户。至元十六年，迁定远大将军、海北海南道宣慰使。当时有土匪连结郁林、廉州诸洞蛮族，掠杀无辜，朱国宝将其平定。任龙光等率所部五千户来降。移镇琼州，制定各级官员任期，纠正弊政，训练兵士，与民休息。南宁谢有奎在朱国宝的劝说下，率部归属，于是民众来降者三千户，蛮洞来降者三十所。至元十八年，破临高蛮寇五百人，招降居亥、番亳、铜鼓、博吐、桐油等十九洞，派遣部将韩旺率兵攻陷大黎、密塘、横山，诛杀其首领李实，烧毁其巢穴，生擒大钟、小钟诸部长十八人，加封镇国上将军、海北海南道宣慰使都元帅。募集攻打占城的军饷期间，完成任务而不扰民。至元二十三年，迁广南西道宣慰使。至元二十四年，入京觐见元世祖。至元二十五年，进辅国上将军、都元帅、参知政事，行尚书省事。后因军务前往赣州，途中患病，卒于驿站，享年五十九岁。

## 家族
- 父：朱存器，官至修内司使。曾经在夜里经过卢沟桥，捡到一囊黄金，便在原地等待失主，失主表示愿意平分，朱存器坚辞，只是笑着离开。
  - 朱国宝
    - 一子：朱斌，袭朱国宝职位，累官加赐金虎符、海北海南道宣慰使都元帅。
    - 二子：朱赟，副万户，佩金虎符，镇福州。
    - 三子：朱鼎。
    - 四子：朱铉。

## 延伸阅读
[在维基数据编辑]
 《元史/卷165》，出自宋濂《元史》
 《新元史/卷165》，出自柯劭忞《新元史》